# 이해 충돌 및 윤리 위원실
캐나다 이해충돌 및 윤리위원회 또는 캐나다 윤리위원회(Office of the Conflict of Interest and Ethics)은 캐나다 의회의 위원 엔티티이다. 위원장은 ‘이해충돌법’과 ‘하원의원 이해충돌 강령’을 조율하는, 의회의 독립된 공무원이고 ‘이해충돌 및 윤리 위원실’에 의해서 이 역할에서 지원을 받는다. 그 지위는 2007년 7월 9일에 발효되었는데, ‘이해충돌법’의 효력 발생과 함께 말이다. 이 법은, 그 다음에, ‘연방책임법’의 일부로 제정되었다.
위원장 자리는 현재 공석이다. 마지막 위원장은 마틴 리차드였는데 사임하기 전에, 2023년 봄의 수주일 동안 재직해왔다. 메리 도슨(2007~2018)과 마리오 디온(2018~2023) 두 사람이 이전에 그 지위를 가졌었다.

## 사무소 개요
‘이해충돌 및 윤리 위원실’은 캐나다의 의회의 기관인데, ‘캐나다 하원’, ‘캐나다 상원’ 그리고 ‘의회 도서관’과 더불어 말이다. 
의회의 다른 공무원들이나 보좌관들과 달리, 그들의 사무실들이 그들이 다루는 입법에 의해 만들어지는 것과 달리, 이해충돌과 윤리 위원은 의회의 직위인데 그 사람의 의무가 ‘캐나다 의회법’에 규정되어 있다.
위원장은 두번의 연간 보고서들을 만든다: ‘이해충돌법’상의 사무소의 활동에 대해서 하나 그리고 그리고 ‘하원의원 이해충돌 강령’상의 활동들에 대해서 하나. 이 두 제도들은 충돌을 방지하려고 하는데 공적 책무 그리고 선출되고 지명된 공무원들의 사적 이익 사이의 충돌 말이다.
‘이해충돌 및 윤리 위원실’은 하원 의장에게 그것의 예산안들을 제출하고; ‘정보와 개인정보에의 접근 및 윤리 상임위원회’에 의해 그것들은 심사되는데, 그 위원회는 ‘이해충돌법’에 대한 감독 권한을 가진다. 사무소의 자료에 대한 정보는 제공되는데 그것의 연간 보고서와 연간 결산 내역서에 대한 정보인데, 그것은 사무소의 누리집에도 공개된다.
공적 집무실 보유자들(장관, 주 장관, 의회 보좌관, 장관 보좌관 및 의회 내 정부 임명자들)에 대한 ‘이해충돌법’ 그리고 ‘하원의원 이해충돌 강령’은 많은 의무들을 설정하고 개인과 공공 이익 사이의 충돌과 관련되거나 그럴 가능성을 가지는 많은 활동들을 금지한다.
사무소는 다양한 활동들을 통해서 이 두 제도regime들을 조율한다. 이것들은 비공개의 충고를 하는 것을 포함하는데 의회의 공공 집무실 보유자들과 선출된 구성원들에게의 충고인데 법에 그리고 구성원들의 강령에 따르는 법에 대해서 말이다. 위원실은 또한 이 사람들의, 그들의 재산, 부채 그리고 행위에 대한 비밀리의 공개를 감독하고, 공식적 등록을 통해서 공적으로 신고된 정보를 접근 가능하게 만드는 것, 법에 혹은 구성원들의 규칙에 대한 가능한 위반을 조사하는 것, 그리고 의회에 보고하는 것의 임무가 있다.

## 위원의 독립
의회의 공직자로서의 위원의 지위는 가장 중요하게of the day 정부로부터의 독립을 보장한다.
위원은 오직 의회에 책임을 지고 연방 정부나 개개의 장관에는 그렇지 않다. 위원실은 의회에 직속된다. 위원은 특권을 그리고 의회 하원과 그 의원들로부터의 독립성immunities을 누리는데 공식 임무와 역할을 수행할 때 말이다.
위원의 독립성은 다양한 방식들로 더 많이 보장된다: 
- 위원은 평의회에 의해 ‘캐나다 의회법’상으로 임명되는데 하원의 모든 알려진 정당의 대표와의 논의 이후에 말이다. 위원은 연임 가능한 7년의 임기에 임명되고 하원의 통보address로 평의회에 의한 청구cause로만 해임될 수도 있다.
- 위원은 독립적 사용자employer인데, 그것 자체의 고용 조항과 조건을 위원실이 가지면서 말이다. 노동자들은 연방 공식 행정부의 소속이 아니다.
- 위원은 장관을 통하지 않고 의회에 직접 보고한다. 위원은  ‘하원의원 이해충돌 강령’에 의거해서 연간 보고서를 하원에서의 논의를 위해 하원 의장에게 그리고 ‘이해충돌법’에 의거해서 연간 보고서를 하원 의장에게 그리고 상원 의장에게 그것들 각각의 실국에서의 논의를 위해 제출한다.
- ‘이해충돌법’에 의거한 위원의 연간 보고서를 검토하는 책임은  ‘정보, 개인정보에의 접근 및 윤리 상임위원회’에 주어진다.  ‘하원의원 이해충돌 강령’에 의한 위원의 연간 보고서를 검토하는 책임은 ‘절차 및 하원의회 사무Procedure and House Affairs 상임위원회’에 주어진다.
- 위원은 위원실의 연간 예산안들을 하원의장에게 제출한다.